# Jorge Olaechea
Jorge Andrés Olaechea Quijandría (* 27. August 1956 in Ica) ist ein ehemaliger peruanischer Fußballspieler. Er nahm an der Fußball-Weltmeisterschaft 1982 in Spanien teil.

## Karriere

### Spielerkarriere
Olaechea begann seine professionelle Laufbahn im Jahr 1974 beim Club José Carlos Mariátegui aus dem Distrikt Ate in der Region Lima Metropolitana. Mit diesem Klub erreichte er 1978 die Aufstiegsrunde zur Torneo Descentralizado, der höchsten peruanischen Spielklasse. Anschließend wurde Olaechea von Alianza Lima verpflichtet.
1984 wechselte er nach Kolumbien zu Independiente Medellín. Dort spielte er bis 1988 und war anschließend eine Saison für Deportivo Cali aktiv. 1989 kehrte Olaechea nach Peru zu Sporting Cristal zurück und erreichte am Ende seiner ersten Saison die Vizemeisterschaft.
Mit dem bolivianischen Rekordmeister  Club Bolívar aus der Hauptstadt La Paz gewann er 1991 und 1992 die Meisterschaft.
1995 beendete er seine aktive Laufbahn als Spieler bei Deportivo Municipal aus Lima.

### Nationalmannschaft
Zwischen 1979 und 1989 bestritt Oleachea 60 Spiele für die peruanische Nationalmannschaft, in denen er zwei Tore erzielte.
Oleachea nahm an der Copa América 1979, 1983, 1987 und 1989 teil.
Anlässlich der Fußball-Weltmeisterschaft 1982 in Spanien wurde Olaechea in das peruanische Aufgebot berufen. Bei diesem Turnier wurde er in allen drei Vorrundenspielen der Peruaner eingesetzt. Nach der Vorrunde schied Peru als Gruppenletzter aus dem Turnier aus.

## Erfolge
- Bolivianische Meisterschaft: 1991 und 1992